# Clarence Goodson
Clarence Goodson est un joueur international américain de soccer, né le 17 mai 1982 à Alexandria (Virginie). Il évolue au poste de défenseur central.

## Biographie
Drafté lors de la MLS Expansion Draft de 2007 par les Earthquakes de San José, il décide de ne pas signer un nouveau contrat avec la Major League Soccer et s'engage alors en janvier 2008 avec le club norvégien de l'IK Start.
Le 28 juin 2013, il signe un contrat avec la MLS pour jouer avec les Earthquakes de San José qui détenaient toujours les droits sur lui.

## Sélection américaine
Clarence Goodson débute en sélection le 19 janvier 2008 à Los Angeles lors d'un match amical remporté (2-0) face à la Suède.
Il participe ensuite à la Gold Cup 2009, marquant même un but en demi-finale face au Honduras.
En 2010, il fait partie du groupe des 23 sélectionnés pour la Coupe du monde. Toutefois, il ne participe à aucun match durant la compétition.

### Buts internationaux
| # | Date            | Lieu                                | Adversaire | Score | Resultat | Compétition   |
| - | --------------- | ----------------------------------- | ---------- | ----- | -------- | ------------- |
| 1 | 23 juillet 2009 | Soldier Field, Chicago, USA         | Honduras   | 1 – 0 | 2 – 0    | Gold Cup 2009 |
| 2 | 23 janvier 2010 | Home Depot Center, Los Angeles, USA | Honduras   | 1 – 3 | 1 – 3    | Match amical  |
| 3 | 11 juin 2011    | Raymond James Stadium, Tampa, USA   | Panama     | 1 – 2 | 1 – 2    | Gold Cup 2011 |

## Palmarès

### En club
FC Dallas
- Vainqueur de la Conférence Ouest de la MLS (1) : 2006

### En sélection
États-Unis
- Vainqueur de la Gold Cup 2013
- Finaliste de la Gold Cup 2009 et de la Gold Cup 2011